# Pintu Padang (Angkola Selatan)
Pintu Padang is een bestuurslaag in het regentschap Tapanuli Selatan van de provincie Noord-Sumatra, Indonesië. Pintu Padang telt 488 inwoners (volkstelling 2010).